# Semiothisa fidoniata
Semiothisa fidoniata là một loài bướm đêm trong họ Geometridae.